# Meinrad Inglin
Meinrad Inglin (* 28. Juli 1893 in Schwyz; † 4. Dezember 1971 ebenda) war ein Schweizer Schriftsteller.

## Leben

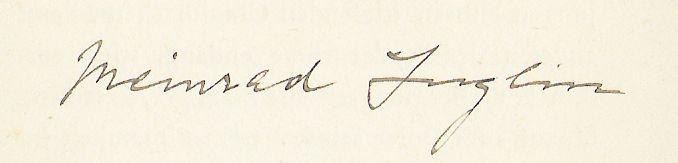
Unterschrift 1928

Als Sohn eines Goldschmieds, Uhrmachers und Jägers musste sich Meinrad Inglin ab seinem 17. Lebensjahr als Vollwaise durchs Leben schlagen. Nach einigen Jahren Schule am Kollegi in Schwyz versuchte er sich in einer Uhrmacher- und Kellnerausbildung, kehrte aber später wieder an das Gymnasium zurück, wo er vergeblich versuchte, den Abschluss nachzuholen. Trotz fehlender Matura begann er in Bern, Genf und Neuenburg Literaturgeschichte und Psychologie zu studieren. Danach arbeitete er eine Zeit lang als Zeitungsredaktor.
Während des Ersten und Zweiten Weltkriegs diente er als Offizier im Grenzdienst. 1922 arbeitete er ein Jahr lang als Journalist in Berlin, um sich daraufhin als freier Schriftsteller in seinem Geburtsort niederzulassen.
Inglin wurde als Autor realistischer Romane bekannt, die für ihre hintergründige Darstellung gelobt wurden und meist das Schweizer Alltagsleben porträtieren, indem sie dem urwüchsigen Bauerntum kontrastierend eine wurzel- wie seelenlose Zivilisation gegenüberstellen. Da er dabei stets den psychologischen Hintergrund der Handelnden aufdeckt, gehen seine Werke weit über die Heimatdichtung hinaus.

## Auszeichnungen und Ehrungen
- 1948: Ehrendoktor der Universität Zürich
- 1948: Grosser Schillerpreis der Schweizerischen Schillerstiftung
- 1951: Mitglied der Deutschen Akademie für Sprache und Dichtung
- 1953: Innerschweizer Kulturpreis
- 1965: Gottfried-Keller-Preis
- 1967: Wolfgang-Amadeus-Mozart-Preis der Goethe-Stiftung Basel

## Werke
- Die Welt in Ingoldau. Roman. Stuttgart, Berlin, Leipzig 1922. (Als Band 1 der Gesammelten Werke, Zürich 1988, ISBN 3-250-10073-0)
  - Neue Fassung: Leipzig 1943.
  - Bearbeitete Neuauflage, Zürich 1943.
- Wendel von Euw. Roman. Stuttgart, Berlin, Leipzig 1925. In Band 8 der Gesammelten Werke, Zürich 1990, ISBN 3-250-10078-1.
- Über den Wassern. Erzählung und Aufzeichnungen, Zürich und Leipzig 1925.
  - Neue Fassung in Güldramont. 1943.
- Grand Hotel Excelsior. Roman. Zürich und Leipzig 1928. Als Band 2 der Gesammelten Werke, Zürich 1988, ISBN 3-250-10074-9.
- Lob der Heimat. Horgen und Leipzig 1928.
  - Neue Fassung in Notizen des Jägers. 1973.
- Jugend eines Volkes. Fünf Erzählungen. Horw und Leipzig 1933. In Band 3 der Gesammelten Werke, Zürich 1989, ISBN 3-250-10075-7.
  - Neuauflage, Leipzig 1939.
  - Neue Fassung: Jugend eines Volkes, Erzählungen vom Ursprung der Eidgenossenschaft. Zürich 1948.
  - Französisch: Jeunesse d’un peuple. Lausanne 1936.
  - Italienisch: Giovanezza di un popolo. Bellinzona 1938.
- Die graue March. Roman. Leipzig 1935. Als Band 4 der Gesammelten Werke, Zürich 1987, ISBN 3-250-10072-2.
  - Neue Fassung: Roman, Zürich 1956.
  - Rätoromanisch: E darcheu s’alvainta la tschiera. Lavin 1952.
- Schweizerspiegel. Roman. Leipzig 1938. Als Band 5.1 und 5.2 der Gesammelten Werke, Zürich 1987, ISBN 3-250-10070-6.
  - Neue Fassung: Roman, Zürich 1955.
  - Durchgesehene Neuauflage, Zürich 1965.
  - Französisch: La Suisse dans un miroir. Lausanne 1985, ISBN 3-699-00152-0.
  - Gebundene Ausgabe,  Gesammelte Werke, Limmat, Zürich 2014, ISBN 978-3-85791-744-8.
- Güldramont. Erzählungen (enthält Die Furggel. Die entzauberte Insel. Güldramont. Über den Wassern), Leipzig 1943.
  - Neuauflage, Bamberg 1948.
- Die Lawine und andere Erzählungen (enthält Die Lawine. Drei Männer im Schneesturm. Der schwarze Tanner. Ein einfacher kleiner Schritt. Das Unerträgliche. Das Gespenst), Zürich 1947.
- Werner Amberg, Die Geschichte seiner Jugend. Roman. Zürich 1949. Als Band 6 der Gesammelten Werke, Zürich 1990, ISBN 3-250-10077-3.
  - Bearbeitete Neuauflage, Zürich 1969.
- Ehrenhafter Untergang. Erzählung, Zürich 1952. Als Band 7 der Gesammelten Werke, Zürich 1987, ISBN 978-3-25010-075-1.
- Rettender Ausweg, Anekdoten und Geschichten aus der Kriegszeit. St. Gallen 1953.
- Urwang. Roman. Zürich 1954. In Band 3 der Gesammelten Werke, Zürich 1989, ISBN 3-250-10075-7.
  - Bearbeitete Neuauflage, Zürich 1973.
  - Neuauflage, Luzern 2009, ISBN 978-3-9523406-7-7.
- Verhexte Welt. Geschichten und Märchen. Zürich 1958.
  - Französisch: Un monde ensorcelé. Contes et Récits. Lausanne 1971, (Neuauflage Lausanne 1998, ISBN 2-8251-1181-3)
- Besuch aus dem Jenseits und andere Erzählungen. Zürich 1961.
- Erlenbüel. Roman. Zürich 1965. In Band 8 der Gesammelten Werke, Zürich 1990, ISBN 3-250-10078-1.
- Erzählungen I. Zürich 1968.
- Erzählungen II. Zürich 1970.
  - Erzählungen. Sämtliche Erzählungen in zwei Bänden als Band 9.1 und 9.2 der Gesammelten Werke, Zürich 1990, ISBN 3-250-10078-1.
- Notizen des Jägers. Aufsätze und Aufzeichnungen, Zürich 1973. In Band 10 der Gesamtausgabe (Nachlese und Nachlass), Zürich 1991, ISBN 3-250-10079-X.
- Chlaus Lymbacher. Komödie in fünf Akten (entstanden 1944, Uraufführung 1976 unter dem Titel Der Robbenkönig in Hinwil).
  - Rätoromanisch: cumedgia in tschinch acts, Chur 1978.
  - Hörspielfassung von Tino Arnold. In: Meinrad Inglin in Schwyzer Mundart. Schwyz 1981.
  - Adaption von Thomas Hürlimann. In: Innerschweizer Trilogie. Zürich 1991, ISBN 3-250-01044-8.

### Briefwechsel
- Der Briefwechsel mit Traugott Vogel und Emil Staiger. hrsg. von Felix R. Hangartner, Zürich 1992, ISBN 3-250-10166-4.
- «Alles in mir heisst: Du». Meinrad und Bettina Inglin. Der Briefwechsel. hrsg. von Marzena Górecka, Zürich 2009, ISBN 978-3-250-10438-4.

### Gesamtausgabe
- Georg Schoeck (Hrsg.): Gesammelte Werke in zehn Bänden. Ammann, Zürich 1987–1991.

### Verfilmungen
- 1979: Das gefrorene Herz (= Begräbnis eines Schirmflickers). Regie: Xavier Koller.
- 1985/1986: Der schwarze Tanner. Regie und Drehbuch: Xavier Koller.